# Kevin Simms
Kevin Gerard Simms (Merseyside, 25 de diciembre de 1964) es un médico y ex–jugador británico de rugby que se desempeñaba como centro.

## Selección nacional
Fue convocado al XV de la Rosa por primera vez en enero de 1985 para enfrentar a los Stejarii y disputó su último partido en febrero de 1988 ante los Dragones rojos. En total jugó 15 partidos y marcó un try para un total de cuatro puntos (un try valía así por aquel entonces).

### Participaciones en Copas del Mundo
Solo disputó una Copa del Mundo; Nueva Zelanda 1987 donde el XV de la Rosa fue eliminado en cuartos de final, tras ser eliminados por los galeses y Simms marcó su único try con el seleccionado, fue ante los Brave Blossoms.
| Mundial                       | Sede          | Resultado        | PJ | Tries |
| ----------------------------- | ------------- | ---------------- | -- | ----- |
| Copa Mundial de Rugby de 1987 | Nueva Zelanda | Cuartos de final | 3  | 1     |